# Хоральная синагога (Вильнюс)
Хоральная синагога в Вильнюсе (лит. Vilniaus choralinė sinagoga, ивр. בית הכנסת הכוראלי של וילנה‎, англ. Choral Synagogue of Vilnius, пол. Synagoga Chóralna w Wilnie) (также иногда называется Синагога «Таарат Ха-Кодеш» (очищение священным) (ивр. בית הכנסת "טהרת הקודש"‎) или Синагога на Завальной (по русскому названию улицы)) — единственная сохранившаяся синагога из 105 бывших в Вильнюсе до Второй мировой войны. Используется небольшой еврейской общиной, оставшейся в городе.

## История строительства
В первой половине XIX века распространилось в Литве, в том числе в Вильне, движение Хаскала. Особенно выделялись Мордехай Аарон Гинцбург, Адам Ха-Коэн и многие другие маскилим. Еврейская молодёжь начала записываться в гимназии. В 1846 году маскилим в Вильне приняли решение построить свою отдельную синагогу. Год спустя было получено разрешение от царских властей. Первоначально синагога, получившая название «Таарат Ха-Кодеш», не имела собственного здания и размещалась в течение десятков лет в различных помещениях в городе. Она относилась к течению современной ортодоксии и имела свой хор.
В 1899 году община купила территорию для строительства постоянного здания синагоги у торговца В. Элиашберга на улице Завальной.
Главным архитектором стал Давид Розенхаус, который построил её по типу базилики, с галереей в отдельном этаже, в стиле историцизма, с элементами романтизма. Бима была ограждена перилами, напротив ковчега, женская линия была более открыта, чем в других синагогах, и присутствовало место для хора на втором этаже. Синагога была украшена изнутри и снаружи лепниной и витражами. На потолке имелся купол, окрашенный в цвет небес с облаками. Над фасадом были установлены скульптурные изображения скрижалей завета, а над входом была выложена цитата из библии «כי ביתי בית תפילה יקרא לכל העמים» (Исаия 56:7).
Торжественное открытие синагоги состоялось на праздник Рош Ха-Шана в 1903 году. На открытии присутствовал известный историк Семён Дубнов, которому выделили в синагоге почётное кресло. Церемонией руководил хаззан Авраам Бернштейн.
Раввин Шломо Залкинд Минор, в прошлом раввин Минска и Москвы, подарил синагоге свою библиотеку.

## История синагоги после открытия

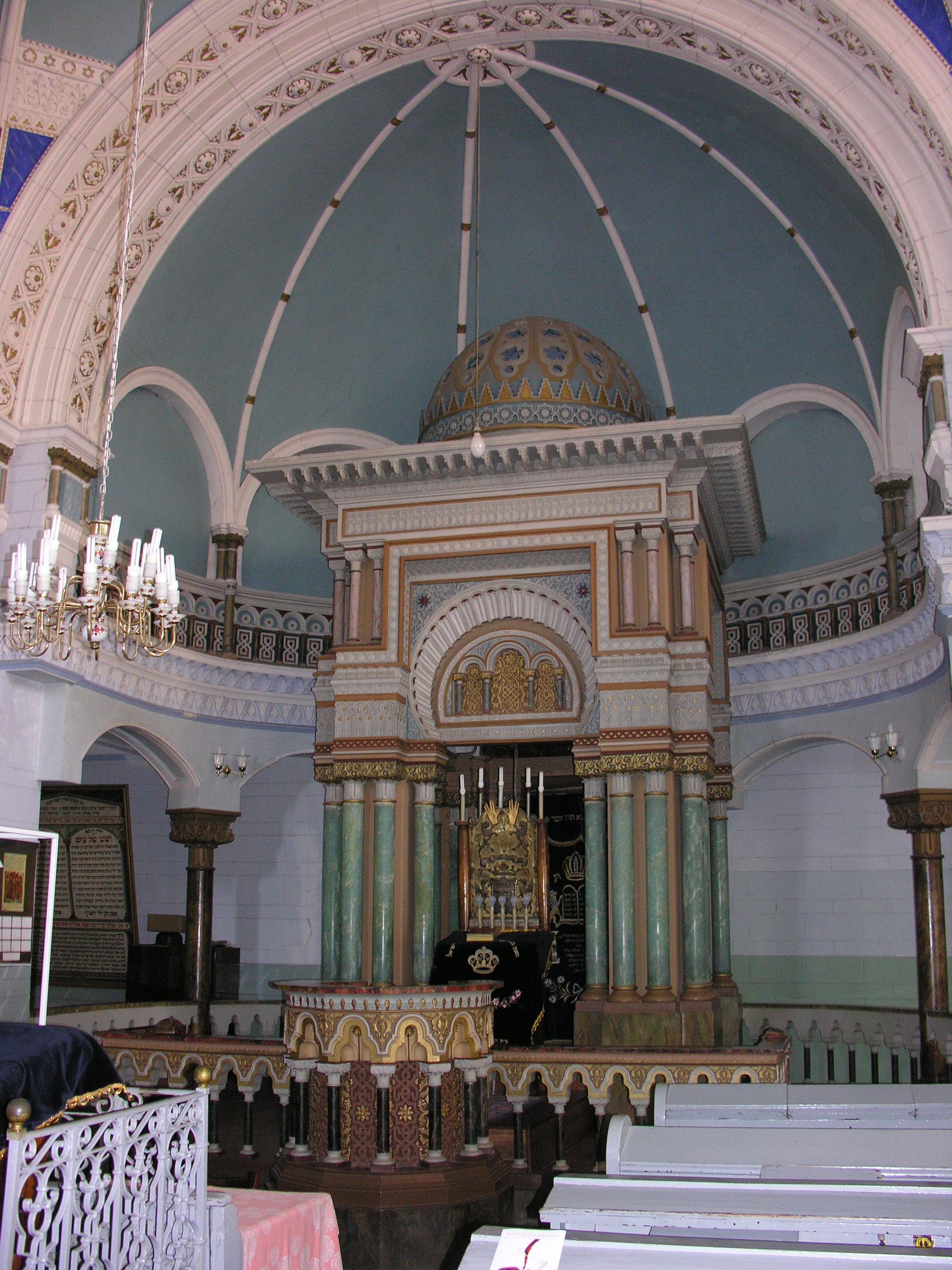
Интерьер

Перед Первой мировой войной в синагоге молились многие представители торговой и культурной элиты города, такие как писатель Шмуль Лейб Цитрон, предприниматель Йосеф Шабад, братья Бунимовичи и другие. В 1904—1906 годах проповедником в синагоге был Шмарьяху Левин, который потом представлял виленских евреев в Государственной Думе в 1906—1908 годах. В этой синагоге также началась карьера лучшего хаззана XX века Моше Косвицкого, который служил в ней в 1920—1924 годах.
В период Холокоста синагога была разграблена, но само здание уцелело, так как использовалось нацистами как склад.
После войны здание использовалось как слесарная мастерская. С течением времени особенно пострадали восточная и западная стены здания, а также крыша. Из-за протечки воды пострадала часть лепнины.
После восстановления Литвой независимости синагога была отремонтирована в 1994 году. Во главе возрождающейся еврейской общины синагоги стал Симонас Альпаравичус. В 2006 году разгорелся спор за владение синагогой между общиной и приверженцами Хабада о том, кто из раввинов будет руководить синагогой, и кто станет главным раввином Вильнюса и Литвы. Из-за спора синагога временно была закрыта. Община синагоги установила на ней мемориальную табличку, где отметили, что здание построено в 1903 году миснагдим, продолжателя дела Гаона, и приняла решение обратиться за помощью к раввину Хаиму Бурштейну (уроженец России, из Израиля).
С начала 2016 года в синагоге работает раввин Шимшон Даниэль Изаксон (уроженец Белоруссии, получивший раввинское образование в престижной иешиве в Израиле, а также в ряде раввинских коэлей). В синагоге активизировалась еврейская жизнь и синагога вновь стала заполняться. На большие праздники зачастую в синагоге нет свободного места.
В 2008—2010 годах были проведены ремонтные работы на крыше, чердаке, заменены окна, обновлена краска и шпаклёвка на стенах, починена канализация и водопровод. В 2017 планируется основательный ремонт крыши и полная замена электропроводки.